# ORP Kraków (1926)
ORP Kraków – polski monitor rzeczny z okresu międzywojennego i II wojny światowej. Samozatopiony we wrześniu 1939 roku, służył następnie podczas wojny w marynarce sowieckiej pod nazwą Smoleńsk, po czym został samozatopiony we wrześniu 1941 roku.

## Historia budowy
Po zbudowaniu dla polskiej Marynarki Wojennej czterech monitorów rzecznych typu B (OORP „Warszawa”, „Pińsk”, „Toruń” (eks-„Mozyrz”) i „Horodyszcze”), nazywanych także monitorami „gdańskimi”, Kierownictwo Marynarki Wojennej rozpoczęło prace nad projektem lekkiego monitora, który miał być zbudowany w kraju. Projektowane uzbrojenie miały stanowić dwa działa kalibru 75 mm, jedno kalibru 47 mm i cztery karabiny maszynowe, a wyporność 66 ton. W roku 1923 opracowano dwa projekty monitorów, typu C i Z, jednakże nie spełniały one wymagań stawianych przez KMW. Autorom obu projektów zlecono następnie wspólne opracowanie nowego projektu. W kwietniu 1923 roku został on ukończony pod oznaczeniem „1923”. Projekt ten został następnie zaakceptowany i zaplanowano budowę dwóch okrętów. Dopiero w listopadzie 1923 roku wybrano w drodze przetargu krajową stocznię, która podjęła się ich budowy. Była to stocznia w Krakowie należąca do firmy Polskie Fabryki Maszyn i Wagonów L. Zieleniewski S.A. Z tego powodu nowe monitory (ORP „Kraków” i bliźniaczy ORP „Wilno”, nazywano monitorami „krakowskimi”.
Wynikający z umowy termin dostawy okrętów wynosił 12 miesięcy, lecz z powodu braku doświadczenia stoczni i opóźnień w dostawach materiałów budowa ostatecznie trwała 32 miesiące. Monitory ORP „Kraków” i ORP „Wilno” były pierwszymi okrętami zbudowanymi w polskiej stoczni.
Po ukończeniu uzbrojenie monitora stanowiła 1 haubica kalibru 100 mm w wieży na rufie i 2 działa kalibru 75 mm w dwudziałowej wieży na śródokręciu oraz karabiny maszynowe w wieżyczkach. Wieża na śródokręciu, o dużej średnicy, obejmowała umieszczoną pośrodku i wystającą z niej nieruchomą sterówkę i wieżę dowodzenia; oprócz tego okręt nie posiadał nadbudówek. Cechą charakterystyczną monitorów tego typu był uskok burt za środkiem długości kadłuba i niskie burty w części rufowej.

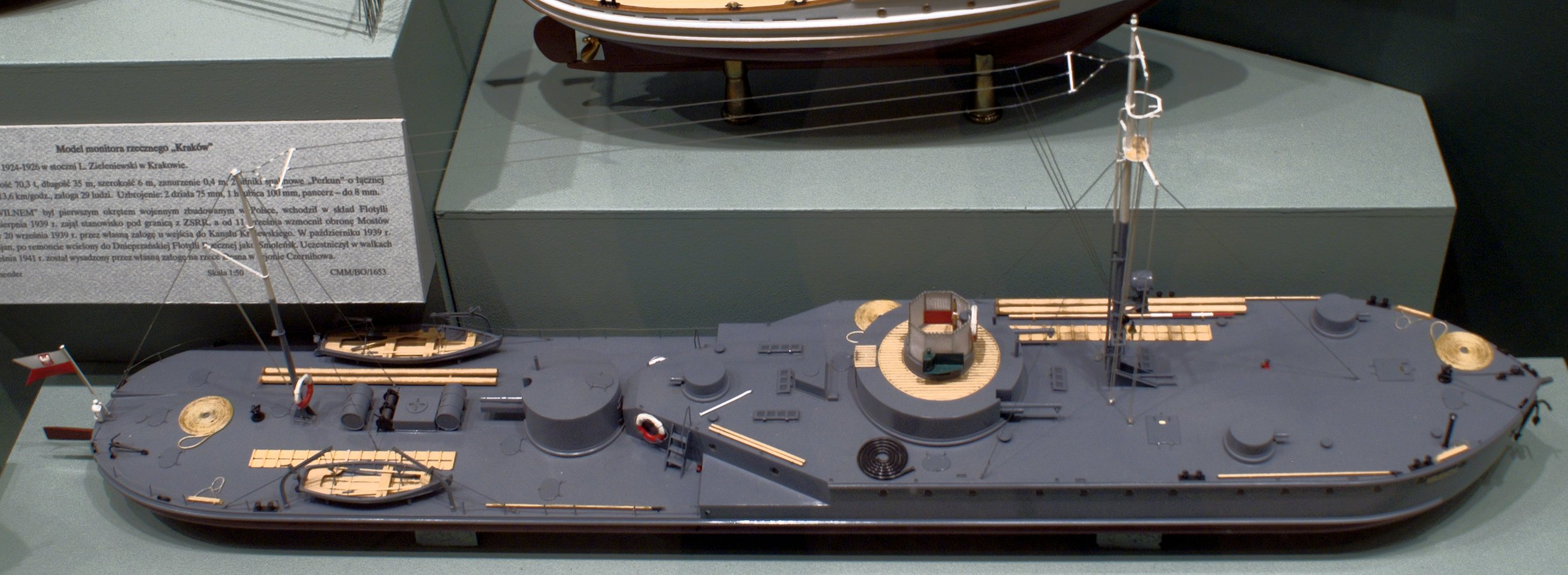
Model monitora

## Służba w Polsce
Z dniem 15 października 1926 roku Minister Spraw Wojskowych, marszałek Polski Józef Piłsudski wcielił monitor rzeczny „Kraków” i bliźniaczy „Wilno” do Marynarki Wojennej.
W piątek 29 października 1926 roku oba monitory zakotwiczyły na przystani powyżej mostu Kierbedzia. W niedzielę 31 października 1926 roku o godz. 12.00 odbyło się uroczyste poświęcenie obu monitorów przez biskupa polowego WP Stanisława Galla, w obecności Prezydenta RP Ignacego Mościckiego.
Początkowo okręt został przydzielony do Komendy Portu Wojennego w Modlinie, lecz wiosną 1927 roku zmieniono przydział na docelowy – Flotyllę Rzeczną Marynarki Wojennej w Pińsku. Został tam włączony w skład I Dywizjonu Bojowego, w którym służył do 1939 roku. W 1932 roku przeszedł modernizację, w tym wzmocnienie uzbrojenia – działa kalibru 75 mm zastąpiono haubicami kalibru 100 mm, zwiększając ilość haubic do trzech (normalna wyporność wzrosła do 90 t, zanurzenie do 0,5 m, a załoga do 40 osób).
Po wybuchu II wojny światowej ORP „Kraków” działał na Prypeci, bez kontaktu z nieprzyjacielem. Po radzieckiej inwazji na Polskę 17 września 1939 roku, rozpoczął ewakuację do Pińska. Przybył tam 19 września, po czym 20 września wraz z zespołem innych okrętów odpłynął w kierunku Kanału Królewskiego z zamiarem przejścia do Brześcia (według wspomnień dowódcy: „wykorzystując małe zanurzenie postanawiam iść do Pińska i dalej, na Kanał Królewski, by nie kończyć wojny bez strzału”). Z powodu jednak zatarasowania nurtu przez wysadzony przez saperów most kolejowy na linii wąskotorowej Janów Poleski – Kamień Koszyrski, 21 września ORP „Kraków” został samozatopiony przez załogę koło Kuźliczyna. Nie zdecydowano wysadzić monitora w powietrze z uwagi na bliskość okolicznych wsi. Podczas kampanii wrześniowej nie brał bezpośrednio udziału w działaniach bojowych.

## Służba w ZSRR
Po zakończeniu walk, okręt został jeszcze we wrześniu podniesiony przez Rosjan, po czym w 1940 roku wyremontowany i przezbrojony w dwie haubice kalibru 122 mm w wieży dziobowej, dwa działka uniwersalne kalibru 45 mm w nowej wieży rufowej oraz radzieckie karabiny maszynowe kalibru 7,62 mm. Pod nazwą „Smoleńsk” został 24 października 1939 roku wciągnięty oficjalnie w skład radzieckiej Flotylli Dnieprzańskiej, od 17 lipca 1940 roku – radzieckiej Flotylli Pińskiej. Wchodził w skład 2. grupy Oddziału Przedniego Flotylli.
Po ataku Niemiec na ZSRR, 22 czerwca 1941 roku „Smoleńsk” wyszedł na Kanał Królewski pod Kobryń w celu napotkania sztabu 4. Armii, lecz musiał się stamtąd wycofać. Działał następnie na Prypeci. Między 7 a 12 lipca po raz pierwszy ostrzeliwał cele, działając w rejonie Turowa, współpracując z 75. Dywizją Strzelców. 14 lipca został przeniesiony na Berezynę, będąc jedynym monitorem z odpowiednim zanurzeniem, żeby pójść w górę rzeki (wraz z trzema kutrami pancernymi nr 202, 204 i 205). Współdziałając z 75. Dywizją Strzelców, 21 lipca ostrzeliwał pozycje niemieckie we wsi Bielczo, a 23-24 lipca – w rejonie wsi Prudok i Rakszyn. 26 lipca wieczorem monitor z trzema kutrami przepłynął dalej, poza linię frontu i ogniem korygowanym ze stanowiska brzegowego, ubezpieczany przez oddziały wysadzone na brzegu i kutry, ostrzeliwał pozycje niemieckie i przeprawę w miejscowości Parycze. Podczas wycofywania się, monitor został ostrzelany przed północą z brzegu z działek przeciwlotniczych 20 mm i broni maszynowej, na skutek czego odniósł uszkodzenia i zginęło 8 członków załogi, a 11, w tym dowódca N. Piecuch, zostało rannych (podczas akcji utracono kuter BKA 205). 14 sierpnia dowódca został za tę akcję odznaczony Orderem Czerwonego Sztandaru. 28 lipca „Smoleńsk” odszedł na remont do Kijowa, trwający do 8 sierpnia, przy czym nastąpiła zmiana dowódcy.
Między 10 a 23 sierpnia „Smoleńsk” działał na Dnieprze, wspierając 147. Dywizję Strzelców broniącą Kijowa, m.in. stojąc na jednej z odnóg Dniepru zwalczał niemiecką artylerię w rejonie wsi Wita Litowskaja. 25 sierpnia został lekko uszkodzony przez lotnictwo, ponosząc straty w załodze. 28 sierpnia został okrętem flagowym nowo utworzonego Czernihowskiego Oddziału Okrętów i 1 września został przeniesiony na Desnę, pod Czernihów. Z powodu awarii haubicy, dopiero 10 września rozpoczął bardziej aktywne działania, osłaniając ewakuację żołnierzy na wschodni brzeg. Według relacji, 11 września zniszczył m.in. 3 czołgi i 4 balony obserwacyjne. Ostatecznie, z powodu braku możliwości wycofania do Kijowa, został wysadzony w powietrze 12 września 1941 roku o godz. 22 w Zatoce Ładińskiej na Desnie, w miejscowości Ładinka poniżej Czernihowa. Załoga dostała się do Kijowa lądem. Okręt został skreślony z listy floty 22 września 1941 roku. Resztki wraku, z odciętą górną częścią, istniały jeszcze w 2005 roku. Od 2013 roku prowadzone są działania mające na celu zabezpieczenie wraku oraz jego elementów znajdujących się wokół miejsca, w którym został zatopiony.
Dowódcy:
- 1939: kpt. Jerzy Wojciechowski
- 29.10.1939 – ?.8.1941: por. (starszyj lietnant) Nikołaj F. Piecuch
- ok. 8–31.8.1941: por. (starszyj lietnant) Borys A. Juszyn
- 1–9.9.1941: por. (starszyj lietnant) Siemion S. Duczkin
- 9–12.9.1941: por. (starszyj lietnant) Fiodor K. Siemionow

## Dane taktyczno-techniczne
- Uzbrojenie
  - po wejściu do służby:
    - 1 haubica kal. 100 mm wz. 14/19 w wieży na rufie
    - 2 działa kal. 75 mm wz. 97 w wieży na śródokręciu (1 x II)
    - 4 karabiny maszynowe kal. 7,92 mm.

  - od 1932:
    - 3 haubice kal. 100 mm w wieżach na rufie i śródokręciu (1 x I, 1 x II)
    - 3 km-y kal. 7,92 mm
    - 1 nkm przeciwlotniczy Hotchkiss kal. 13,2 mm (od 1939)

  - w służbie radzieckiej („Smoleńsk”)[9]
    - 2 haubice kal. 122 mm wz. 1909/37 w wieży na śródokręciu (1 x II)[10]
      - długość lufy L/12,8, masa pocisku: 21,7 kg, zasięg: 8940 m, szybkostrzelność – do 4 strz./min (wersja holowana), zapas amunicji: 170 sztuk[11].

    - 2 działa uniwersalne półautomatyczne kal. 45 mm w wieży 41K na rufie
      - zapas amunicji: 1000 szt.

    - 3 karabiny maszynowe kal. 7,62 mm Maxim[12]
- Opancerzenie – 5–8 mm
  - w służbie radzieckiej dodatkowo: wieża 41K – 20–25 mm

## Plany Modelarskie
- Mały Modelarz 3/1992